# 연표

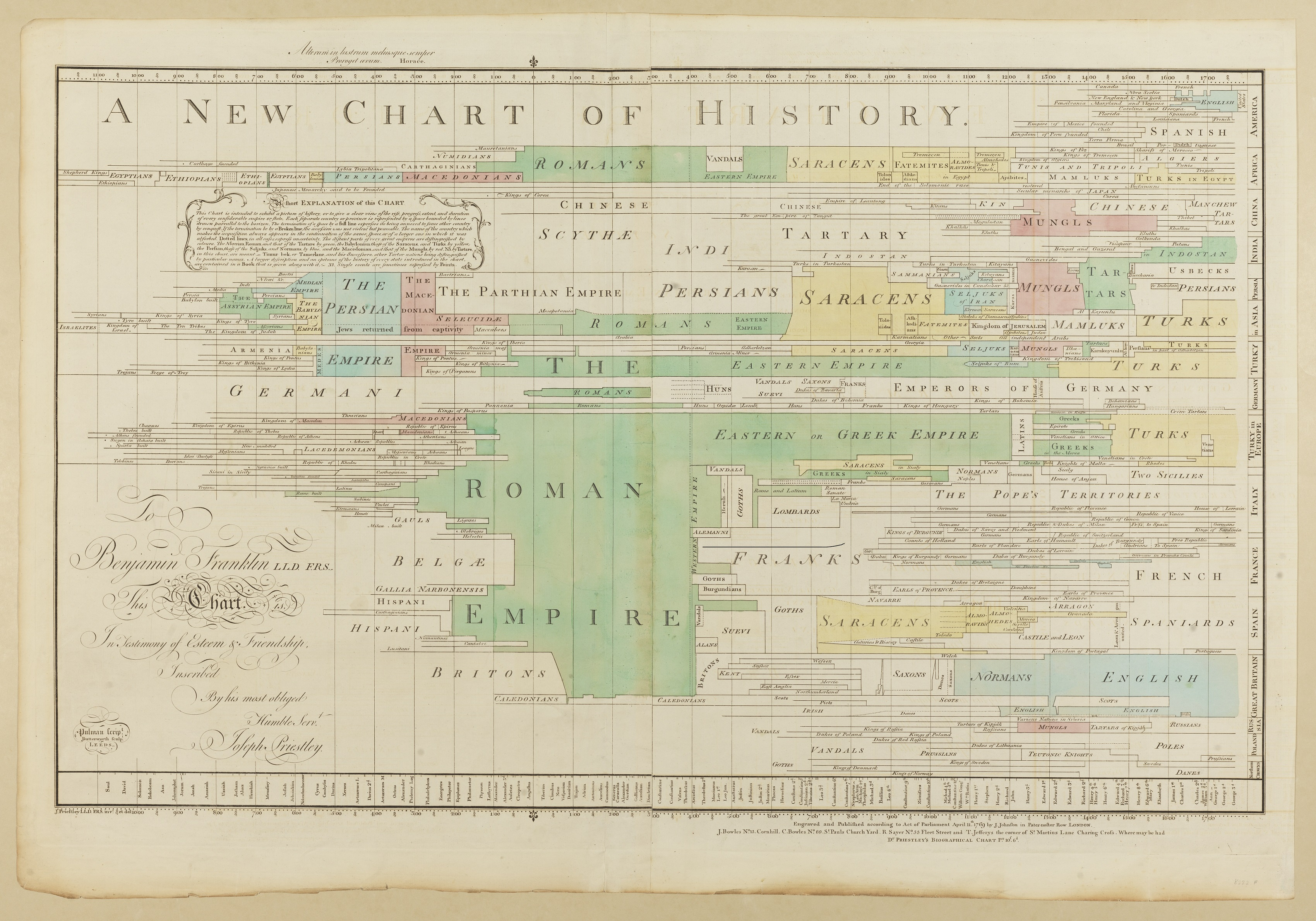
조지프 프리스틀리의 신 역사표, 1765.

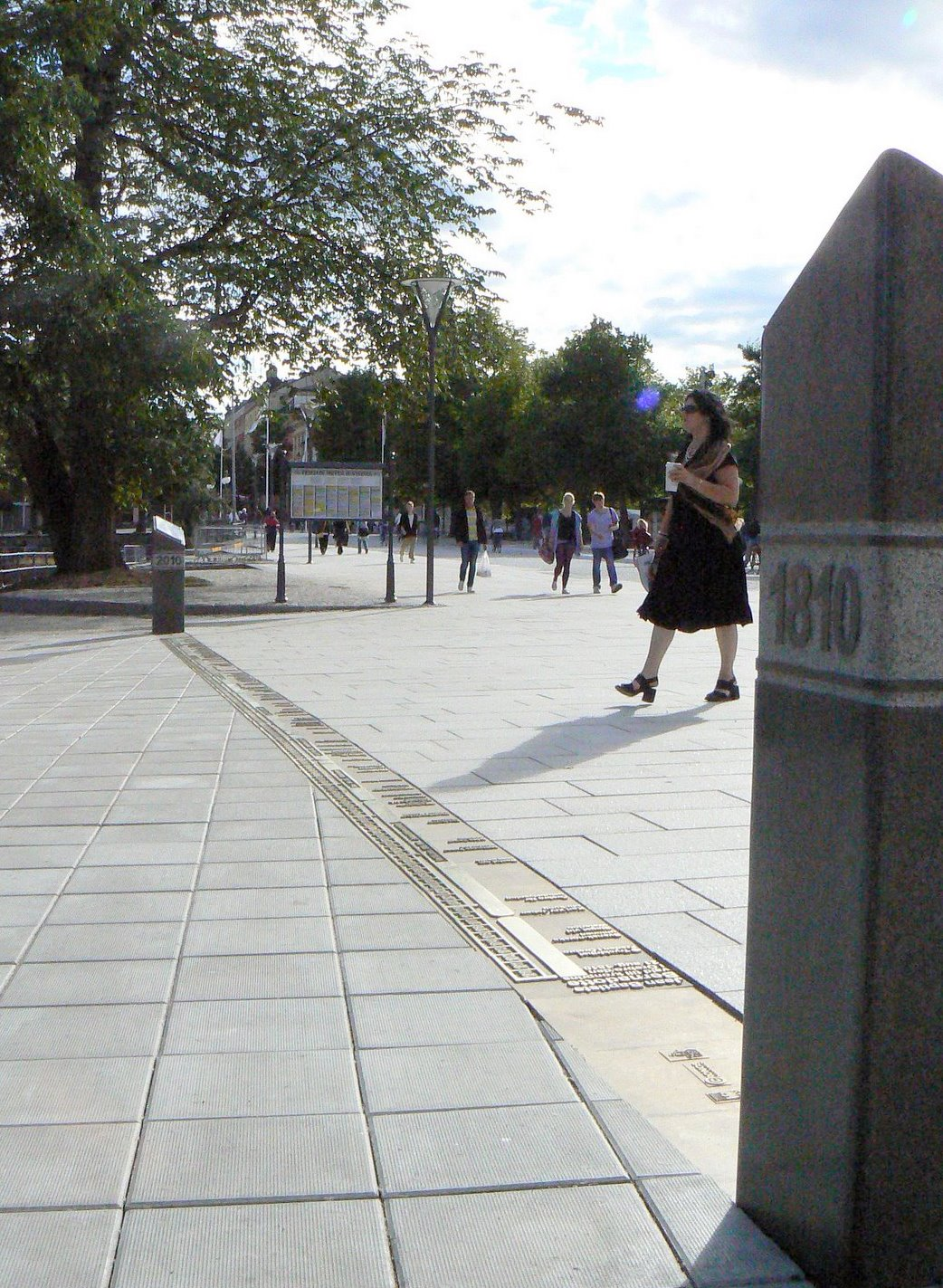
스웨덴 외레브로의 동판 연표 "역사의 15미터"와 이에 대한 안내판.

연표(年表, 문화어: 년표), 타임라인(timeline) 또는 연대표(年代表, 문화어: 년대표)는 사건들을 연대학적 순서로 나열한 것이다. 보통 막대를 축으로 날짜와 사건을 보여 주는 그래픽 디자인의 형태를 띈다.
연표는 주제와 정보에 따라 다양한 시간 구분을 사용할 수 있다. 대부분의 연표는 선형 구조로, 거리 단위 하나는 시간 단위 하나에 비례한다. 로그 연표(logarithmic timeline)는 매우 짧거나 긴 시간 구분을 위해, 시간 표시에 로그 단위를 사용한다.

## 형태
연표에는 여러 형태들이 있다:
- 글을 나열한 형태의 글 연표
- 연대를 축으로 한 선 그래프 형태의 숫자 연표
- 상호작용과 클릭, 크기 확대가 가능한 연표

연표를 시각화하는 방법은 여러 가지가 있다. 전통적으로, 연표는 고정된 이미지였으며, 종이 위에 그려지거나 인쇄되었다. 연표는 정보를 시각화하는 그래픽 디자인과 예술가의 능력에 크게 의존한다.
현대의 연표는, 공간적 및 기능적 제약에서 벗어나, 컴퓨터 소프트웨어로 만들어져, 디지털 상에서 상호작용이 가능해졌다.

## 사용
연표는 보통 학생들과 학자들이 역사적 사건이나 주제의 경향을 연대나 순서에 따라 이해하는 데 도움을 주기 위해 교육용으로 쓰인다. 축의 특정한 시간 단위에 따라, 연표는 사건, 기간(수명이나 전쟁 기간 등), 동시적인 발생 등의 흐름을 시각화하는 데에 쓰일 수 있다.

### 역사학
연표는 시간의 변화에 대한 감을 주기 때문에, 역사 학습에 특히 유용하다. 보통 전쟁과 사회적 변동들이 연표에 따라 나열된다. 연표는 전기에서도 유용하다. 다음과 같은 예들이 있다:
- 한국사 연표
- 미국 역사 연표
- 제1차 세계 대전의 연표

### 자연과학
연표는, 천문학, 생물학, 지질학 등, 자연계와 자연과학에서도 사용된다:
- 지질 시대

### 프로젝트 관리
연표는 프로젝트 관리에서도 사용된다. 이런 경우, 연표는 조원들이 시간 단위 안에서 무엇을 달성해야 할지를 알게 하기 위한 이정표로 사용된다. 예를 들어, 소프트웨어 개발 수명 주기의 수행 단계를 나타낼 때가 있다.

## 같이 보기
- 연대학
- 시간
- 타임코드
- 인류 연표
- 생물 연표